# 7,62 cm PaK 36(r)
7,62 cm PaK 36(r) – niemiecka armata przeciwpancerna kalibru 76,2 mm uzyskana przez przeróbkę zdobycznych radzieckich armat 76,2 mm wz. 1936 (F-22), używana przez Wehrmacht w okresie II wojny światowej, od 1942 do jej zakończenia. Do użytku w wersji holowanej wprowadzono około 560 egzemplarzy tych dział, ponadto około 900 przeznaczono do zamontowania na działach samobieżnych Marder II i Marder III. Dane te wliczają prawdopodobnie armaty PaK 39(r) uzyskane z analogicznej przeróbki blisko spokrewnionej armaty 76 mm wz. 1939 (USW).
W ramach modernizacji powiększono komorę nabojową działa, powiększając objętość łuski 2,4 razy (z 385,3 × 90 mm do 715 × 100 mm). Było to możliwe gdyż armata była oryginalnie zaprojektowana do używania silniejszego naboju. Ponadto zmniejszono tarczę i znacznie ograniczono maksymalny kąt podniesienia armaty. Przyrządy naprowadzające skupiono po lewej stronie by ułatwić celowanie. Dodano też hamulec wylotowy (prawdopodobnie nie na wszystkich egzemplarzach).
Pierwsze przerobione armaty dotarły na front w kwietniu 1942, a ich produkcja trwała do początku 1944. Uruchomiono też produkcję pocisków kalibru 7,62 cm do tych dział.
| Produkcja amunicji dla armat PaK 36(r) i PaK 39(r), w tysiącach |       |         |       |         |
| Typ naboju                                                      | 1942  | 1943    | 1944  | Razem   |
| odłamkowe                                                       | 769.4 | 1,071.3 | 857.7 | 2,698.4 |
| przeciwpancerne wszystkich typów                                | 359.4 | 597.3   | 437.3 | 1,394.0 |